# Austroclimaciella lacolombierei
Austroclimaciella lacolombierei är en insektsart som först beskrevs av Navás 1931.  Austroclimaciella lacolombierei ingår i släktet Austroclimaciella och familjen fångsländor. Inga underarter finns listade i Catalogue of Life.